# Лещина устрашающая
Лещина устрашающая, или Лещина гималайская (лат. Corylus ferox) — вид листопадных деревянистых кустарников и деревьев рода Лещина (Corylus) семейства Берёзовые (Betulaceae).
В природе ареал вида охватывает Китай (провинции Ганьсу, Гуйчжоу, Хубэй, Шэньси, Сычуань, Юньнань; Тибетский и Нинся-Хуэйский автономные районы).

## Ботаническое описание
Дерево высотой до 10 м с серой корой.
Листья узко-яйцевидные или продолговато-обратнояйцевидные, длиной 8—13 см, шириной 3—4 см, немного шероховатые, оттянутые в длинное острие, в основании округлые или, иногда, едва сердцевидные, удвоенно-мелкопильчатые, на черешках длиной 10—14 мм.
Тычиночные серёжки тонкие, плотно-серо-войлочные, длиной до 4 см, диаметром 3—5 мм.
Плоды в головках шириной 5—8 см; обёртка колючая, длиннее, чем мелкий яйцевидный орех, глубоко двураздельная и до середины рассечённая на перисто-ветвистые, колючие лопасти, внутри и снаружи пепельно-бархатистая, зелёная.

## Классификация

### Таксономия
Вид Лещина устрашающая входит в род Лещина (Corylus) подсемейства Лещиновые (Coryloideae) семейства Берёзовые (Betulaceae) порядка Букоцветные (Fagales).
|  |                                      |  |                                                             |                                                             |                     |  | ещё 7 семейств (согласно Системе APG II) | ещё 7 семейств (согласно Системе APG II)                   |                                                            |  |  |  | ещё 3 рода   | ещё 3 рода             |  |  |
|  |                                      |  |                                                             |                                                             |                     |  | ещё 7 семейств (согласно Системе APG II) | ещё 7 семейств (согласно Системе APG II)                   |                                                            |  |  |  | ещё 3 рода   | ещё 3 рода             |  |  |
|  |                                      |  |                                                             | порядок Букоцветные                                         |                     |  |                                          |                                                            | подсемейство Лещиновые                                     |  |  |  |              | вид Лещина устрашающая |  |  |
|  |                                      |  |                                                             | порядок Букоцветные                                         |                     |  |                                          |                                                            | подсемейство Лещиновые                                     |  |  |  |              | вид Лещина устрашающая |  |  |
|  | отдел Цветковые, или Покрытосеменные |  |                                                             |                                                             | семейство Берёзовые |  |                                          |                                                            | род Лещина                                                 |  |  |  |              |                        |  |  |
|  | отдел Цветковые, или Покрытосеменные |  |                                                             |                                                             |                     |  |                                          |                                                            |                                                            |  |  |  |              |                        |  |  |
|  |                                      |  | ещё 44 порядка цветковых растений (согласно Системе APG II) | ещё 44 порядка цветковых растений (согласно Системе APG II) |                     |  |                                          | ещё одно подсемейство, Берёзовые (согласно Системе APG II) | ещё одно подсемейство, Берёзовые (согласно Системе APG II) |  |  |  | ещё 16 видов |                        |  |  |
|  |                                      |  |                                                             | ещё 44 порядка цветковых растений (согласно Системе APG II) |                     |  |                                          |                                                            | ещё одно подсемейство, Берёзовые (согласно Системе APG II) |  |  |  |              |                        |  |  |

### Разновидности
В рамках вида выделяют несколько разновидностей:
- Corylus ferox var. ferox
- Corylus ferox var. tibetica (Batalin) Franch.

[syn.  Corylus tibetica Batalin — Лещина тибетская]